# Georgij Konsztantyinovics Zsukov
Georgij Konsztantyinovics Zsukov (Георгий Константинович Жуков), (Sztrelovka, 1896. december 1. – Moszkva, 1974. június 18.) orosz származású szovjet katona, a Szovjetunió marsallja, a Vörös Hadsereg vezérkari főnöke, az SZKP KB tagja, valamint honvédelmi miniszter. A második világháború egyik legjelentősebb stratégája.

## Ifjúkora

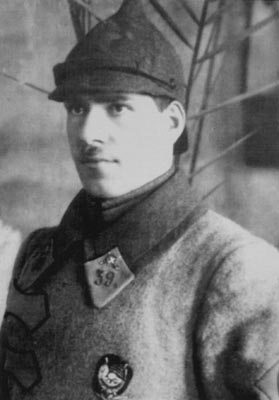
Zsukov 1923-ban

Szegényparaszti családba született Sztrelkovkában (Kalugai kormányzóság), édesapja cipész volt. A helyi egyházi iskolába járatták, ahol kitüntetéssel végzett. Szűcsnek tanult, majd Moszkvában folytatta tanulmányait. 1915-ben behívták katonának, a lovasságnál szolgált. Bátorságáért kétszer tüntették ki a Szent György-kereszttel, és többször előléptették. Az első világháborút altiszti rendfokozatban fejezte be.
Kiütéses tífuszból felépülve 1918-ban belépett a Vörös Hadseregbe, majd egy évvel később a bolsevik pártba is. Származása és katonai sikerei révén gyorsan emelkedett a ranglétrán.
1921-ben Vörös Zászló Érdemrenddel tüntették ki a bolsevik-ellenes Tambov környéki parasztfelkelés leveréséért. A két háború között karrierje töretlenül ívelt felfelé, 1923-ban már ezredparancsnok, 1930-ban dandárt vezényelt. A páncélosharcászat korai szovjet szószólója. Katonái alapos tervezőnek, kemény fegyelmet követelő parancsnoknak ismerték meg, aki mindig elérte kitűzött céljait. Sikeresen átvészelte Sztálin 1937–1939 közötti tisztogatásait.
1938-ban a Távol-Keletre vezényelték, ahol egy hadseregszintű csoportosítás parancsnoka lett. Itt, a Halhín-goli csatában aratta első győzelmét a mongol–mandzsúriai határnál a japán hadsereg felett, 1939 augusztusában. Győzelméért a Szovjetunió Hőse címmel tüntették ki. 1940-ben, amikor a Vörös Hadseregben bevezették a rendfokozatokat, Zsukov harmadmagával az elsők közé tartozott, akik a második legmagasabb, a hadseregtábornoki rendfokozatot kapták. (Ennél magasabb csak a Szovjetunió marsalljainak rendfokozata volt.)

## Szerepe a második világháborúban

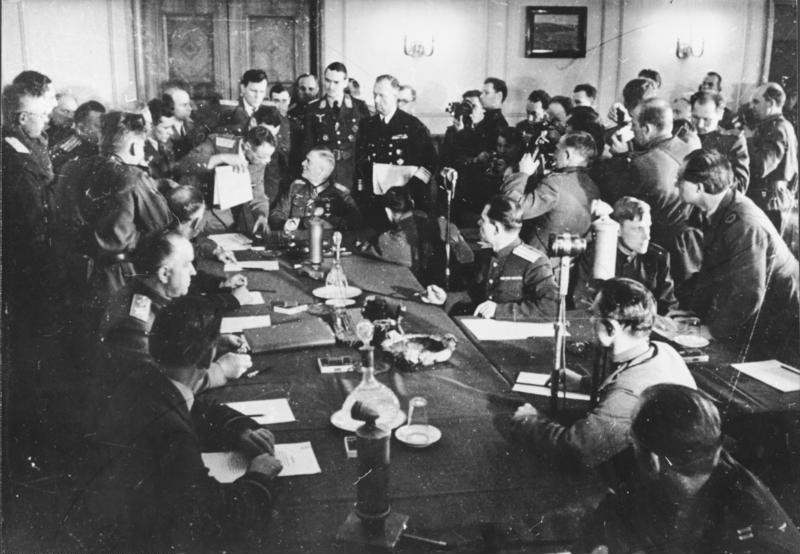
Zsukov és Wilhelm Keitel a német kapituláció aláírásakor (Berlin-Karlhorst, 1945. május 8.)

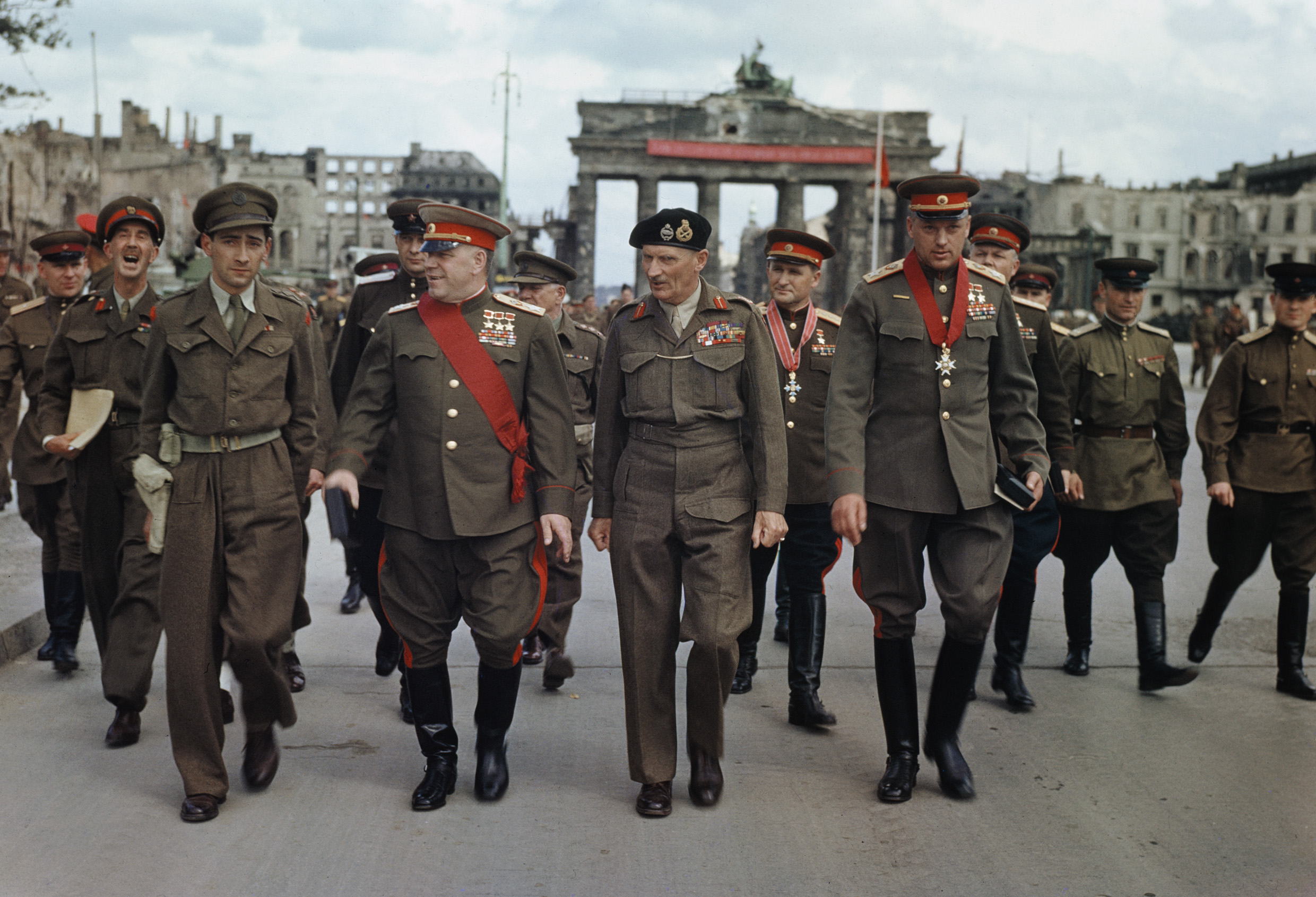
Zsukov Bernard Montgomeryvel Berlinben, a Brandenburgi kapunál, 1945. július 12-én

1941 januárja és júniusa között a Vörös Hadsereg vezérkari főnöke volt. Ebben a minőségében érte Zsukovot a német támadás, ami az első vonalbeli egységeket a háború első pár napjában teljesen készületlenül érte, valamint a hibás felállítás miatt azokat szinte mind bekerítették és felmorzsolták. Sztálin direktívában tiltotta meg a csapatoknak a háború első óráiban a tűz viszonzását, így a Wehrmacht alakulatai szinte átgázoltak a Vörös Hadseregen. Ezután többször vitába keveredett Sztálinnal és más parancsnokokkal, aki emiatt leváltotta, ám mivel krónikus hiány volt főtisztekből az 1938-as tisztogatások miatt, életben hagyta.
Döntő szerepe volt Leningrád védelmében, valamint részt vett az első szovjet ellentámadásnál, az 1941 végi moszkvai csata sikeres megvívásában. 1942-ben Rzsvevnél vereséget szenvedett von Klugétól, ahol hónapokig tartó rohamozásban sem sikerült előrejutnia egy megerősített terepszakaszon. Sztálingrád védelmében ismét szerepet kapott. Sztálin Rokosszovszkijra és Csujkovra bízta az irányítást, Zsukov csak a hadműveletek végén kapcsolódott be. A német 6. hadsereg megsemmisült.
A háború hátralevő részében sikeresen felmentette Leningrádot, levezényelte a Vörös Hadsereg nagy 1944-es offenzíváját, a Bagratyion hadműveletet. Világháborús pályafutását Berlin egyik elfoglalójaként koronázta meg, Konyevvel együtt. A német hadvezetés másodjára előtte és az amerikai, angol és francia hadvezérek előtt írta alá a feltétel nélküli fegyverletételt, ami a világháborúnak az európai frontokon való befejezését jelentette.

## A világháború után
Sztálin a háború után szinte azonnal szeretett volna megszabadulni a sikeres és népszerű katonai vezetőtől. Magas beosztásban lévő parancsnoktársai kiálltak mellette (saját életüket is féltve), de fontosabb funkcióiból így is leváltották. A megszállt Kelet-Németország vezetőjeként állítólag többszöri műkincslopásba keveredett, Sztálin ezen ok miatt váltotta le.
1951-ben a koreai konfliktus kapcsán ismét fontos szerepet kapott, de csak Sztálin halála után (1953) lehetett újra a SZKP KB tagja. 1955-től elnökségi póttag 1957-ig és a honvédelmi miniszter helyettese, majd 1955–1957 között a miniszteri kinevezést is megkapta.
Zsukovnak mint honvédelmi miniszternek kulcsszerepe volt az 1956-os forradalmat leverő Forgószél hadművelet kidolgozásában. Elismerésképpen december 1-jén, 60. születésnapjára negyedszer is megkapta a Szovjetunió Hőse kitüntetést.
Hruscsov Zsukov segítségével tudta letartóztatni a nagyhatalmú Beriját és összpontosította a saját kezébe a hatalmat. Ezután lett Zsukov honvédelmi miniszter, de hatalomféltésből Hruscsov 1957-ben a „hadsereg erős emberét” leváltotta, menesztette a pártvezetésből. 1958-ban nyugállományba helyezték.
1964-ben Brezsnyev visszahozta a politikai életbe, de fontos megbízatást már nem kapott. 1974-ben Moszkvában halt meg.

## Megítélése, ellentmondásos cselekedetei

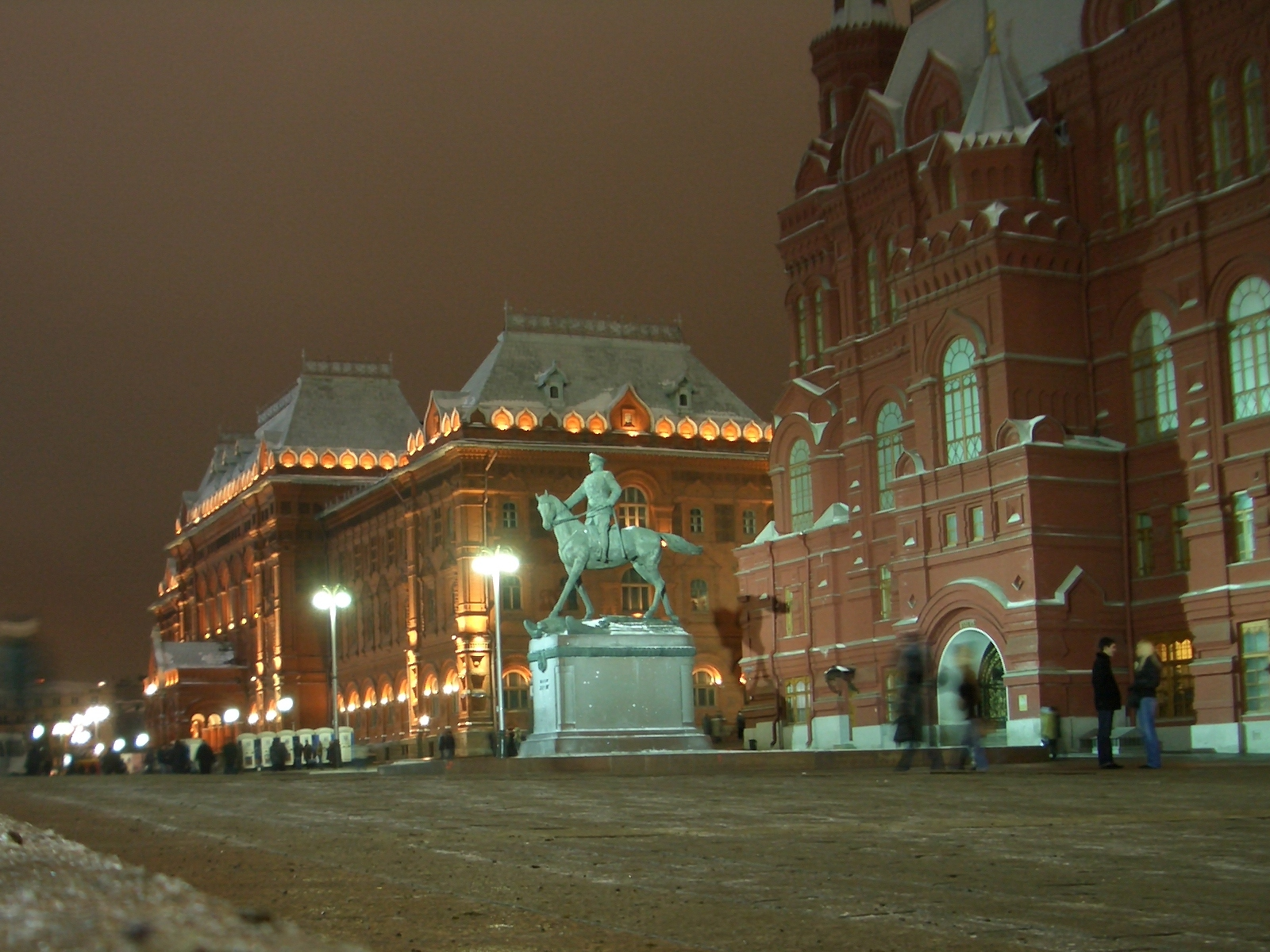
Zsukov lovasszobra Moszkvában a Történeti Múzeum előtt, a Vörös tér mellett

Katonai nagyságát kevesen vitatják, kétségtelen, hogy kora egyik legnagyobb szovjet katonai vezetője volt.
Ugyanakkor – szovjet katonai parancsnokként – ragaszkodott ahhoz, hogy csapatai mindenáron állítsák meg a német támadásokat, és ez nagy veszteségeket eredményezett.
A harc megkezdése után már csak a győzelem számított, annak ára nem, többször még tábornoktársaival, sőt feletteseivel is vitába keveredett amiatt, hogy az óriási veszteségek ellenére sem volt hajlandó terveit feladni. Némelyek „Mjasznyik”, azaz Mészáros néven emlegették.
A fentiek ellenére Zsukov Oroszországban a mai napig népszerű. Katonai anekdoták sora idézi fel a kiskatonák világát jól ismerő, velük törődő atyai parancsnok emlékét. 

## Művei magyarul
- Emlékek, gondolatok; ford. Kádas Géza, Auer Kálmán, Nádor Tibor; Kossuth–Zrínyi, Bp., 1970
- Emlékek, gondolatok; ford. Galsai Pongrácné et al.; 4. átdolg. kiad.; Zrínyi–Kossuth, Bp., 1976